# Русецкий, Болеслав
Боле́слав Русе́цкий (пол. Bolesław Rusiecki, 23 ноября (по другим сведениям 29 ноября) 1824, Рим — 31 января 1913, Вильно) — польско-литовский художник (художник Литвы), живописец, коллекционер, сын известного художника Канута Русецкого.

## Биография
Учился в Виленском дворянском институте, где преподавал его отец, затем на медицинском факультете Санкт-Петербургского университета. В 1843—1850 годах вольным слушателем учился в Академии художеств у Карла Брюллова и Фёдора Бруни. Позднее совершенствовался в Риме. В 1850 году за написанный с натуры портрет ему было присвоено звание свободного художника, в 1853 году за аллегорическое полотно «Соединение Вилии с Неманом» („Połączenie Willi z Niemnem“) («Впадение реки Виллии в Неман») — звание академика .
В 1857 году с женой выехал в поездку за границу, посетил Варшаву, Краков, Дрезден, Прагу, Вену, Триест, в 1858—1861 годах жил в Риме, куда не раз возвращался. 

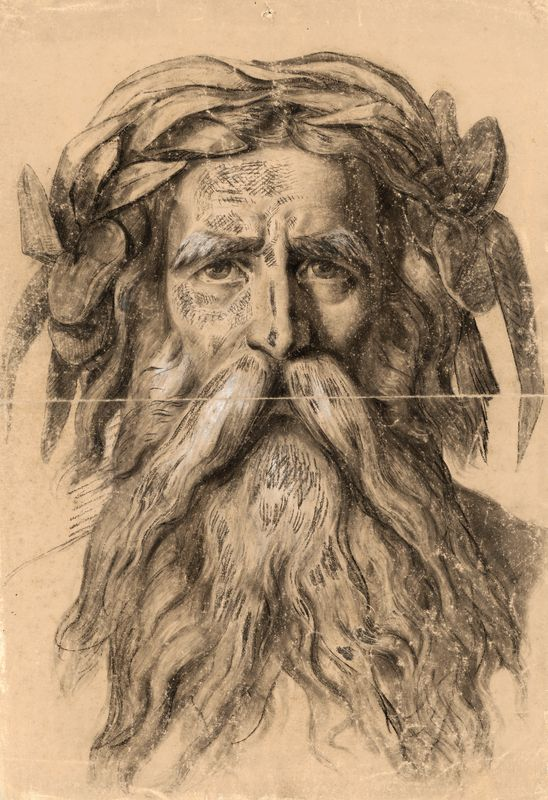
Аллегория Немана

По возвращении из Рима обосновался в поместье Яновичи под Белостоком, но после смерти жены в 1866 году переселился в Вильну.
Вернувшись в Вильну, преподавал рисование в прогимназии. Собирал произведения искусства, археологические находки, материалы для истории искусства в Вильне. Состоял в организованном промышленником З. Нагродским в 1897 году комитете по постройке памятника поэту Адаму Мицкевичу в Вильне и приобрёл в Кракове у графа Зыгмунта Пусловского один из трёх экземпляров бюста Мицкевича, отлитых в Париже (автор — краковский скульптор Марцели Гуйский). Проект памятника подготовил краковский архитектор Тадеуш Стрыенский. Работами по монтированию памятника в костёле Святых Иоаннов в Вильне занимался варшавский скульптор Ян Рудницкий. День сотой годовщины рождения Мицкевича 12 (24) декабря 1898 года был отмечен торжественной заупокойной мессой с участием множества виленчан. Памятник был без огласки открыт 6 (18) июня 1899 года. Перед недовольной местной администрацией настоятель костёла Казимир Пацинка оправдывался тем, что памятник сооружён по просьбе сына поэта и это его частное дело.
Завещал Виленскому обществу друзей науки свою библиотеку, архив, коллекцию художественных произведений и пожертвовал 10 тысяч рублей на постройку дом общества в Вильне.
Похоронен на Бернардинском кладбище в Вильнюсе рядом с могилой своего отца, матери, братьев, сестры и жены Стефании, урождённой Карпович (1829—1866). Автор надгробного памятника — назвавшийся в надписи на надгробии его внуком Ольгерд Кухарский, в действительности дальний родственник (у Болеслава Русецкого не было внуков и племянников).

## Творчество

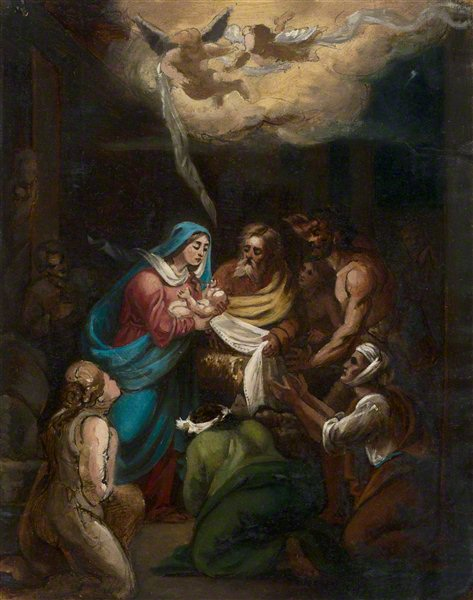
Поклонение пастухов

Написал несколько картин религиозного содержания: образ Святого Владислава в Кафедральном соборе Святого Станислава и Святого Владислава в Вильне, Святого Казимира — для поиезуицкого костёла в Гродно (1857).
Писал портреты, пейзажи, бытовые и религиозные композиции маслом, акварелью, пастелью. Произведения реалистичны, нередко приближающиеся к натурализму.
Часть творческого наследия хранится в музеях Литвы. Известные работы, хранящиеся в Литовском художественном музее: «Женщина с веером» (1840), «Портрет жены» (1850), «Вильно, Бернардинское кладбище», «Автопортрет» (1852), несколько пейзажей. Ряд произведений Болеслава Русецкого хранится в Национальном музее в Кракове и Национальном музее в Варшаве, а также в Библиотеке Академии наук Литвы имени Врублевских в Вильнюсе.